# Чарново (Куявсько-Поморське воєводство)
Чарново (пол. Czarnowo) — село в Польщі, у гміні Злавесь-Велика Торунського повіту Куявсько-Поморського воєводства.
Населення — 735 осіб (2011).

## Демографія
Демографічна структура станом на 31 березня 2011 року:
|          | Загалом | Допрацездатний вік | Працездатний вік | Постпрацездатний вік |
| -------- | ------- | ------------------ | ---------------- | -------------------- |
| Чоловіки | 357     | 76                 | 245              | 36                   |
| Жінки    | 378     | 78                 | 249              | 51                   |
| Разом    | 735     | 154                | 494              | 87                   |